# Liste der Kulturdenkmäler in Pfungstadt
Die folgende Liste enthält die in der Denkmaltopographie ausgewiesenen Kulturdenkmäler auf dem Gebiet  der  Stadt Pfungstadt, Landkreis Darmstadt-Dieburg, Hessen.
Hinweis: Die Reihenfolge der Denkmäler in dieser Liste orientiert sich zunächst an Stadtteilen und anschließend der Anschrift, alternativ ist sie auch nach der Bezeichnung, der vom Landesamt für Denkmalpflege vergebenen Nummer oder der Bauzeit sortierbar.
Kulturdenkmäler werden fortlaufend im Denkmalverzeichnis des Landes Hessen durch das Landesamt für Denkmalpflege Hessen auf Basis des Hessischen Denkmalschutzgesetzes (HDSchG) geführt. Die Schutzwürdigkeit eines Kulturdenkmals hängt nicht von der Eintragung in das Denkmalverzeichnis des Landes Hessen oder der Veröffentlichung in der Denkmaltopographie ab.

Das Vorhandensein oder Fehlen eines Objekts in dieser Liste ist keine rechtsverbindliche Auskunft darüber, ob es Kulturdenkmal ist oder nicht: Diese Liste entspricht möglicherweise nicht dem aktuellen Stand der offiziellen Denkmaltopographie. Diese ist für Hessen in den entsprechenden Bänden der Denkmaltopographie Bundesrepublik Deutschland und im Internet unter DenkXweb – Kulturdenkmäler in Hessen einsehbar. Auch diese Quellen sind, obwohl sie durch das Landesamt für Denkmalpflege Hessen aktualisiert werden, nicht immer aktuell, da es im Denkmalbestand immer wieder Änderungen gibt.
Eine verbindliche Auskunft erteilt allein das Landesamt für Denkmalpflege Hessen.
Nutze diese Kartenansicht, um Koordinaten in der Liste zu setzen. In dieser Kartenansicht sind Kulturdenkmale ohne Koordinaten mit einem roten bzw. orangen Marker dargestellt und können in der Karte gesetzt werden. Kulturdenkmale ohne Bild sind mit einem blauen bzw. roten Marker gekennzeichnet, Kulturdenkmale mit Bild mit einem grünen bzw. orangen Marker.

## Kulturdenkmäler nach Ortsteilen

### Pfungstadt
| Bild                                                                                           | Bezeichnung                                 | Lage | Beschreibung | Bauzeit | Objekt-Nr. |
| ---------------------------------------------------------------------------------------------- | ------------------------------------------- | --- | --- | ------- | ---------- |
| Galgen                                                                                         | Galgen                                      | B 426 (Eberstädter Straße) LageFlur: 44, Flurstück: 3/47 | Drei Steinsäulen | um 1500 | 15644 DDB  |
| Wohnhaus Bahnhofstraße 20                                                                      |                                             | Bahnhofstraße 20 LageFlur: 1, Flurstück: 1076 | | 1950    | 87056 DDB  |
| Denkmalgeschütztes Gebäude in Pfungstadt, Bahnhofstraße 24                                     | Papierfabrik Seidel                         | Bahnhofstraße 24 LageFlur: 1, Flurstück: 1133/1 | |         | 87057 DDB  |
| weitere Bilder                                                                                 | Katholische Pfarrkirche                     | Bahnhofstraße 29 LageFlur: 5, Flurstück: 215/1 | |         | 15634 DDB  |
| weitere Bilder                                                                                 | Friedhof                                    | Bahnhofstraße 85 LageFlur: 5, Flurstück: 81 | |         | 87058 DDB  |
| Bild gesucht BW                                                                                | Gesamtanlage Historischer Ortskern          | Bergstraße 2, Borngasse 3–11, 14–18, Brunnenstraße 9, Eberstädter Straße 5, 11, 13, Happelgasse 19–21, 25, Hillgasse 5, 7, Kaplaneigasse 8–10, Kirchstraße 3–11, 13, 15, 29, 33–37, 16–38, Mittelgasse 7–11, 17, 4–6, 12, 16, Pfarrgasse 17, 18, Seeheimer Straße 1–15, Rheinstraße 1, 4, Bachlauf der Modau Lage | |         | 87055 DDB  |
| Bild gesucht BW                                                                                | Gesamtanlage Bergstraße                     | Bergstraße 13–27, 20 LageFlur: 1, Flurstück: | |         | 777606 DDB |
| Wohnhaus Bergstraße 19                                                                         | Wohnhaus                                    | Bergstraße 19 LageFlur: 1, Flurstück: 501 | |         | 15635 DDB  |
| Denkmalgeschütztes Gebäude in Pfungstadt, Borngasse 5                                          | Wohn- und Geschäftshaus                     | Borngasse 5 LageFlur: 1, Flurstück: 523/1 | |         | 15636 DDB  |
| Denkmalgeschütztes Gebäude in Pfungstadt, Borngasse 7, Stadtmuseum                             | Alte Schule                                 | Borngasse 7 LageFlur: 1, Flurstück: 522/1 | | 1837/38 | 87061 DDB  |
| Hofanlage, Wohnhaus                                                                            | Hofanlage, Wohnhaus                         | Borngasse 8 LageFlur: 1, Flurstück: 195/1 | | 1545    | 15637 DDB  |
| Denkmalgeschütztes Nebengebäude in Pfungstadt, Borngasse 8                                     | Hofanlage, Nebengebäude                     | Borngasse 8 LageFlur: 1, Flurstück: 195/1 | |         | 15637 DDB  |
| Hofanlage, Toranlage                                                                           | Hofanlage, Toranlage                        | Borngasse 8 LageFlur: 1, Flurstück: 195/1 | |         | 15637 DDB  |
| Denkmalgeschütztes Gebäude in Pfungstadt, Borngasse 9                                          | Wohn- und Geschäftshaus                     | Borngasse 9 LageFlur: 1, Flurstück: 521/4 | | 1680    | 15638 DDB  |
| Denkmalgeschütztes Gebäude in Pfungstadt, Borngasse 16                                         | Wohnhaus                                    | Borngasse 16 LageFlur: 1, Flurstück: 200/3 | |         | 15639 DDB  |
| Denkmalgeschütztes Gebäude in Pfungstadt, Borngasse 18, ehem. Amtshaus der Schenken von Erbach | Ehemaliges Amtshaus der Schenken von Erbach | Borngasse 18 LageFlur: 1, Flurstück: 201/2 | | 1680    | 15640 DDB  |
| Ehemaliges Wasser- und Elektrizitätswerk                                                       | Ehemaliges Wasser- und Elektrizitätswerk    | Brunnenstraße 9 LageFlur: 1, Flurstück: 216/16, 2280/8 | |         | 87063 DDB  |
| Wohnhaus der ehem. Fleischmühle                                                                | Wohnhaus der ehem. Fleischmühle             | Büchnerweg 12 LageFlur: 7, Flurstück: 107 | |         | 87060 DDB  |
| Ehemalige Frankensteiner Mühle                                                                 | Ehemalige Frankensteiner Mühle              | Büchnerweg 15, Die Modau, Büchnerweg LageFlur: 7, Flurstück: 117/22, 177/24, 207/1 | |         | 15641 DDB  |
| Ehemaliger Friedhof                                                                            | Ehemaliger Friedhof                         | Carlo-Mierendorff-Platz, Melibokusstraße 36 LageFlur: 1, Flurstück: 265 | |         | 15642 DDB  |
| Denkmalgeschütztes Wohn- und Geschäftshaus in Pfungstadt, Eberstädter Straße 5                 | Wohn- und Geschäftshaus                     | Eberstädter Straße 5 LageFlur: 1, Flurstück: 189/1 | |         | 87064 DDB  |
| Wohn- und Geschäftshaus                                                                        | Wohn- und Geschäftshaus                     | Eberstädter Straße 46 LageFlur: 1, Flurstück: 1032/3 | |         | 87065 DDB  |
| Denkmalgeschütztes Gebäude in Pfungstadt, Eberstädter Straße 60, Gasthaus zur Rose             |                                             | Eberstädter Straße 60 LageFlur: 1, Flurstück: 1057 | |         | 87066 DDB  |
| Denkmalgeschütztes Gebäude in Pfungstadt, Eberstädter Straße 82                                |                                             | Eberstädter Straße 82 LageFlur: 1, Flurstück: 1066/2 | |         | 87067 DDB  |
| weitere Bilder                                                                                 | Pfungstädter Brauerei                       | Eberstädter Straße 89, 95, Mühlstraße 10, 12, 14 LageFlur: 7, Flurstück: 161, 162/2–4, 162/6, 163/1, 164 | verschiedene Gebäude der Pfungstädter Brauerei. |         | 15643 DDB  |
| Verwaltungsgebäude                                                                             | Verwaltungsgebäude                          | Eberstädter Straße 89, Mühlstraße 10 LageFlur: 7, Flurstück: 162/2–4 | Verwaltungsgebäude der Pfungstädter Brauerei mit rechts angrenzendem zweiteiligen Schalander                                                                                               | um 1856 | 15643 DDB  |
| Direktorenwohnhaus                                                                             | Direktorenwohnhaus                          | Mühlstraße 14 LageFlur: 7, Flurstück: 163/1, 164 | repräsentatives Wohngebäude des Gründernachfolgers der Pfungstädter Brauerei mit parkartig angelegtem Garten und Einfriedungsmauer; das Gebäude wurde 1860 errichtet und 1876 aufgestockt. | 1860    | 15643 DDB  |
| Denkmalgeschütztes Gebäude in Pfungstadt, Brauereigebäude, Eberstädter Straße                  | Direktorenwohnhaus                          | Eberstädter Straße 95 LageFlur: 7, Flurstück: 161 | Wohnhaus des Firmengründers der Pfungstädter Brauerei | um 1860 | 15643 DDB  |
| Denkmalgeschütztes Gebäude in Pfungstadt, Eberstädter Straße 92                                |                                             | Eberstädter Straße 92 LageFlur: 1, Flurstück: 1070/5 | |         | 87069 DDB  |
| Denkmalgeschütztes Gebäude in Pfungstadt, Eberstädter Straße 127                               |                                             | Eberstädter Straße 127 LageFlur: 7, Flurstück: 86 | |         | 87071 DDB  |
| Ehemalige Höhere Bürgerschule                                                                  | Ehemalige Höhere Bürgerschule               | Fabrikstraße 9 LageFlur: 1, Flurstück: 94/2 | | 1896    | 87072 DDB  |
| Trafohaus                                                                                      | Transformatorenturm                         | Finkenweg 8 LageFlur: 1, Flurstück: 2313/2 | |         | 95199 DDB  |
| weitere Bilder                                                                                 | Kriegerdenkmal                              | Happelgasse LageFlur: 1, Flurstück: 2323/1 | |         | 15645 DDB  |
| Denkmalgeschütztes Gebäude in Pfungstadt, Happelgasse 13                                       | Wohnhaus                                    | Happelgasse 13 LageFlur: 1, Flurstück: 29/5 | |         | 87073 DDB  |
| Denkmalgeschütztes Gebäude in Pfungstadt, Happelgasse 19                                       | Wohnhaus                                    | Happelgasse 19 LageFlur: 8, Flurstück: 24 | |         | 15647 DDB  |
| Denkmalgeschütztes Gebäude in Pfungstadt, Happelgasse 21                                       | Wohnhaus                                    | Happelgasse 21 LageFlur: 8, Flurstück: 23/3 | |         | 15648 DDB  |
| Ehemalige Jüdische Schule                                                                      | Ehemalige Jüdische Schule                   | Hillgasse 8a LageFlur: 1, Flurstück: 211/1 | |         | 15649 DDB  |
| weitere Bilder                                                                                 | Ehemalige Synagoge                          | Hillgasse 8a LageFlur: 1, Flurstück: 211/1 | Reste der Inneneinrichtung wurden restauriert, beeindruckend ist die erhaltene Deckenbemalung der Kuppel                                                                                   |         | 15649 DDB  |
| Pfarrhaus                                                                                      | Pfarrhaus                                   | Kaplaneigasse 10 LageFlur: 1, Flurstück: 4 | | um 1860 | 15650 DDB  |
| Denkmalgeschütztes Gebäude in Pfungstadt, Kaplaneigasse 22                                     | Wohnhaus                                    | Kaplaneigasse 22 LageFlur: 1, Flurstück: 15/1 | |         | 15651 DDB  |
| Sachgesamtheit Mittelmühle                                                                     | Sachgesamtheit Mittelmühle                  | Kaplaneigasse 65, Die Modau, Bei der Ströhmühle LageFlur: 8, Flurstück: 296/2, 4, 5 | |         | 87074 DDB  |
| weitere Bilder                                                                                 | Rathaus                                     | Kirchstraße 1 LageFlur: 1, Flurstück: 241 | |         | 15652 DDB  |
| Denkmalgeschütztes Gebäude in Pfungstadt, Kirchstraße 18                                       | Wohnhaus                                    | Kirchstraße 18 LageFlur: 1, Flurstück: 220/3 | |         | 15653 DDB  |
|                                                                                                |                                             | Kirchstraße 30 LageFlur: 1, Flurstück: 141/2 | |         | 953758 DDB |
| Ehemalige Kirchmühle                                                                           | Ehemalige Kirchmühle                        | Kirchstraße 31, Modau LageFlur: 1, Flurstück: 218, 2331, 2332, 2333 | |         | 15654 DDB  |
| weitere Bilder                                                                                 | Evangelische Pfarrkirche                    | Kirchstraße 33/35 LageFlur: 1, Flurstück: 1 | | 1746–48 | 15655 DDB  |
| Goetheschule                                                                                   | Goetheschule                                | Kirchstraße 37 LageFlur: 1, Flurstück: 3/4 | | 1907    | 15656 DDB  |
| Ehemaliges Lehrerhaus                                                                          | Ehemaliges Lehrerhaus                       | Mainstraße 10 LageFlur: 1, Flurstück: 743 | |         | 953757 DDB |
| Wegweiserstein                                                                                 | Wegweiserstein                              | Malcher Tanne (an der B 3) LageFlur: 47, Flurstück: 1/2 | Nach Auskunft des Geländebetreibers (8.2017) ist der Wegweiser nicht mehr vorhanden. |         | 15661 DDB  |
| Denkmalgeschütztes Gebäude in Pfungstadt, Mittelgasse 2                                        | Wohnhaus                                    | Mittelgasse 2 LageFlur: 1, Flurstück: 510/3 | |         | 15657 DDB  |
| Wohnhaus                                                                                       | Wohnhaus                                    | Niedergasse 7 LageFlur: 2, Flurstück: 9/2 | |         | 15658 DDB  |
| Wohnhaus                                                                                       | Wohnhaus                                    | Niedergasse 41 LageFlur: 2, Flurstück: 53/1 | |         | 87077 DDB  |
| BAB Raststätte Pfungstadt Ost                                                                  | BAB Raststätte Pfungstadt Ost               | Raststätte Pfungstadt, Außerhalb 21 LageFlur: 29, Flurstück: 140/26 | |         | 87085 DDB  |
| BAB Tankstelle Pfungstadt West                                                                 | BAB Tankstelle Pfungstadt West              | Raststätte Pfungstadt, Außerhalb 22 LageFlur: 31, Flurstück: 52/13, 52/14 | |         | 87085 DDB  |
| BAB Raststätte Pfungstadt West                                                                 | BAB Raststätte Pfungstadt West              | Raststätte Pfungstadt, Außerhalb 23 LageFlur: 31, Flurstück: 139/8, 139/9 | |         | 87085 DDB  |
| Denkmalgeschütztes Wohn- und Geschäftshaus in Pfungstadt, Rheinstraße 18                       |                                             | Rheinstraße 18 LageFlur: 1, Flurstück: 534/4 | |         | 87078 DDB  |
| Schmeihmühle                                                                                   | Schmeihmühle                                | Rheinstraße 78 LageFlur: 2, Flurstück: 296/1 | |         | 15659 DDB  |
| Bild gesucht BW                                                                                | Alte Ziegelei, Wiegehäuschen                | Rheinstraße 116 LageFlur: 20, Flurstück: 1/4 | Eigentümer wünscht keine Veröffentlichung des Bildes |         | 87079 DDB  |
| Bild gesucht BW                                                                                | Alte Ziegelei, Lokschuppen mit Trafoturm    | Rheinstraße 116 LageFlur: 20, Flurstück: 1/4 | Eigentümer wünscht keine Veröffentlichung des Bildes |         | 87079 DDB  |
| Bild gesucht BW                                                                                | Nebengebäude                                | Rheinstraße 116, An der Beune am Stein LageFlur: 20, Flurstück: 1/2 | Eigentümer wünscht keine Veröffentlichung des Bildes | 1954    | 87112 DDB  |
| Bild gesucht BW                                                                                | Wohnhaus                                    | Rheinstraße 116, An der Beune am Stein LageFlur: 20, Flurstück: 1/2 | Eigentümer wünscht keine Veröffentlichung des Bildes | 1947–49 | 87112 DDB  |
| Brücke                                                                                         | Brücke                                      | Rheinstraße 116, An der Beune am Stein LageFlur: 20, Flurstück: 67 | Bogenbrücke aus Ziegelmauerwerk | 1914    | 87112 DDB  |
| Wohnhaus                                                                                       | Wohnhaus                                    | Rügnerstraße 29 LageFlur: 1, Flurstück: 1010/11 | | 1890    | 953759 DDB |
| Alte Remise. Ehemalige Zündholz- und Spankorbfabrik.                                           | Museum „Alte Remise“                        | Rügnerstraße 39a LageFlur: 1, Flurstück: 1010/11 | | 1876    | 87080 DDB  |
| Sandbach-Brücke                                                                                | Sandbach-Brücke                             | Sandbach LageFlur: 43, Flurstück: 2/5 | |         | 953810 DDB |
| Denkmalgeschütztes Gebäude in Pfungstadt, Seeheimer Straße 178, Forsthaus                      | Forsthaus                                   | Seeheimer Straße 178 LageFlur: 53, Flurstück: 2/2 | |         | 87081 DDB  |
| weitere Bilder                                                                                 | Büchner-Villa                               | Uhlandstraße 20, Uhlandstraße LageFlur: 7, Flurstück: 117/11, 117/13, 117/28, 117/33–36 | |         | 87082 DDB  |
|                                                                                                |                                             | Zieglerstraße 1 LageFlur: 1, Flurstück: 1024 | |         | 87084 DDB  |

### Eich
| Bild                         | Bezeichnung                  | Lage                                               | Beschreibung | Bauzeit | Objekt-Nr. |
| ---------------------------- | ---------------------------- | -------------------------------------------------- | ------------ | ------- | ---------- |
| Ehemalige Schule und Rathaus | Ehemalige Schule und Rathaus | Eicher Hauptstraße 10 LageFlur: 1, Flurstück: 43/5 |              |         | 87092 DDB  |
| Kriegerdenkmal               | Kriegerdenkmal               | Eicher Hauptstraße 10 LageFlur: 1, Flurstück: 43/5 |              |         | 87092 DDB  |

### Eschollbrücken
| Bild                                                                               | Bezeichnung                           | Lage                                              | Beschreibung | Bauzeit | Objekt-Nr. |
| ---------------------------------------------------------------------------------- | ------------------------------------- | ------------------------------------------------- | ------------ | ------- | ---------- |
| Denkmalgeschütztes Gebäude in Pfungstadt-Eschollbrücken, Darmstädter Straße 10     |                                       | Darmstädter Straße 10 LageFlur: 1, Flurstück: 369 |              |         | 87086 DDB  |
| Denkmalgeschütztes Gebäude in Pfungstadt-Eschollbrücken, Darmstädter Straße 16     |                                       | Darmstädter Straße 16 LageFlur: 1, Flurstück: 374 |              |         | 87087 DDB  |
| Eschollbrücken-evangelisches-Pfarrhaus                                             | Evangelisches Pfarrhaus               | Darmstädter Straße 34 LageFlur: 1, Flurstück: 117 |              |         | 87088 DDB  |
| weitere Bilder                                                                     | Rathaus                               | Freitagsgasse 21 LageFlur: 1, Flurstück: 251/1    |              |         | 15662 DDB  |
| weitere Bilder                                                                     | Kirche                                | Freitagsgasse 23 LageFlur: 1, Flurstück: 255      |              |         | 15663 DDB  |
| weitere Bilder                                                                     | Historische Grabmale auf dem Friedhof | Friedhofstraße 11 LageFlur: 1, Flurstück: 435     |              |         | 15664 DDB  |
| Denkmalgeschütztes Gebäude in Pfungstadt-Eschollbrücken, Hintergasse 13            | Wohnhaus                              | Hintergasse 13 LageFlur: 1, Flurstück: 263/2      |              |         | 15665 DDB  |
| Denkmalgeschütztes Gebäude in Pfungstadt-Eschollbrücken, Nebengasse 12             |                                       | Nebengasse 12 LageFlur: 1, Flurstück: 317         |              |         | 87090 DDB  |
| Denkmalgeschütztes Gebäude in Pfungstadt-Eschollbrücken, Nebengasse14, Ortsgericht |                                       | Nebengasse 14 LageFlur: 1, Flurstück: 318/1       |              |         | 87091 DDB  |

### Hahn
| Bild                                                          | Bezeichnung                           | Lage                                                          | Beschreibung | Bauzeit | Objekt-Nr. |
| ------------------------------------------------------------- | ------------------------------------- | ------------------------------------------------------------- | ------------ | ------- | ---------- |
| Bild gesucht BW                                               | Gesamtanlage Historischer Ortskern    | Gernsheimer Straße 44, 46–50, 53 LageFlur: 1, Flurstück: 66/1 |              |         | 777646 DDB |
| weitere Bilder                                                | Evangelische Pfarrkirche              | Gernsheimer Straße 70 LageFlur: 1, Flurstück: 273             |              |         | 15666 DDB  |
| weitere Bilder                                                | Historische Grabmale auf dem Friedhof | Im Ort (neben Kirchweg) LageFlur: 1, Flurstück: 66/1          |              |         | 15667 DDB  |
| Denkmalgeschütztes Wohnhaus in Pfungstadt-Hahn, Obergasse 8   | Hofanlage, Wohnhaus                   | Obergasse 8 LageFlur: 1, Flurstück: 385/4                     |              |         | 15668 DDB  |
| Denkmalgeschützte Toranlage in Pfungstadt-Hahn, Obergasse 8   | Hofanlage, Toranlage                  | Obergasse 8 LageFlur: 1, Flurstück: 385/4                     |              |         | 15668 DDB  |
| Bild gesucht BW                                               | Hofanlage, Nebengebäude               | Obergasse 8 LageFlur: 1, Flurstück: 385/4                     |              |         | 15668 DDB  |
| Denkmalgeschütztes Wohnhaus in Pfungstadt-Hahn, Obergasse 16  | Hofanlage, Wohnhaus                   | Obergasse 16 LageFlur: 1, Flurstück: 381/2                    |              |         | 87093 DDB  |
| Denkmalgeschützte Toranlage in Pfungstadt-Hahn, Obergasse 16  | Hofanlage, Toranlage                  | Obergasse 16 LageFlur: 1, Flurstück: 381/2                    |              |         | 87093 DDB  |
| Denkmalgeschütztes Nebenhaus in Pfungstadt-Hahn, Obergasse 16 | Hofanlage, Nebengebäude               | Obergasse 16 LageFlur: 1, Flurstück: 381/2                    |              |         | 87093 DDB  |